# 八坂神社 (いわき市平上片寄)
八坂神社（やさかじんじゃ）は、福島県いわき市平上片寄字堂ノ作の山上に所在する神社である。地元では天王様（てんのんさま）と呼ばれ、所在する山は天王山（てんのんやま）と呼ばれている。近くには磐城三十三観音二十四番札所堂ノ作観音がある。

## 歴史
- 創建された年代は不明だが、享和元年（1801年）の記録があるためそれより前に創建されたと思われる。

### 例祭
- 毎年7月15日に例祭が行われる。玉串奉奠を行った後、立鉾神社宮司が祝詞を読み上げ、それと同じくして地区の区長が「ヤー・ヤー・ヤー」と声を張り上げた後、氏子達が「センドーセンドー」と声に出しながら社殿の廻りを駆ける。これを数回行う。
例祭終了後、宮司及び氏子は宿にて直会（なおらい）をし、終了となる。

なお、かつては参加できる氏子・宿とも限定されていたが、現在は地区の自治会にて行っている。

### アクセス
- 新常磐交通：いわき駅から昌平中高前行に乗り上片寄公民館にて下車。そこより徒歩5分。